# Weinkauffia
Weinkauffia is een geslacht van weekdieren uit de klasse van de Gastropoda (slakken).

## Soort
- Weinkauffia turgidula (Forbes, 1844)